# Neve Zohar
Neve Zohar (en hebreu נְוֵה זֹהַר) és un assentament comunitari del sud d'Israel. Situat a la cruïlla de l'autopista 31 i l'autopista 90 (Zohar Junction), a la vora de la mar Morta i a 23 km d'Arad per carretera, està sota la jurisdicció del Consell Regional de Tamar. És l'establiment permanent més proper a la zona hotelera d'Ein Bokek i acull les oficines del consell regional. És el poble més baix del món i el 2016 tenia 73 habitants.
Neve Zohar es va establir el 1964 com un camp de treball per als treballadors de la fàbrica de la mar Morta, encara que la seva ubicació el va convertir en un important centre de connexió de transport durant nombrosos períodes històrics. En el poble es troba l'escola primària regional i un museu (Beit HaYotser, literalment "casa del terrisser") que mostra elements relacionats amb la mar Morta.